# Manuel Osborne-Paradis
Manuel Osborne-Paradis (* 8. Februar 1984 in North Vancouver, British Columbia) ist ein ehemaliger kanadischer Skirennläufer. Er war auf die Disziplinen Abfahrt und Super-G spezialisiert.

## Biografie
Osborne-Paradis stand im Alter von vier Jahren das erste Mal auf Skiern. Mit zehn Jahren bestritt er sein erstes Rennen. Ab dem Winter 1999/00 nahm er in seiner Heimat regelmäßig an FIS-Rennen und Läufen um den Nor-Am Cup teil, wo er seine Qualitäten in den schnellen Disziplinen Abfahrt und Super-G entwickelte. Einen ersten internationalen Achtungserfolg landete er bei den Juniorenweltmeisterschaften 2003 im französischen Serre Chevalier, wo er Fünfter in der Abfahrt wurde. Nach mehreren Spitzenplatzierungen im Nor-Am Cup rückte er schließlich 2004 in den Kader der kanadischen Skinationalmannschaft auf.
Im Januar 2005 debütierte er beim Abfahrtslauf von Chamonix im Skiweltcup und fuhr auf Anhieb auf Rang 14. In den folgenden Rennen bestätigte Osborne-Paradis seinen Ruf als eine der größten Nachwuchshoffnungen des kanadischen Skiverbandes. Vereinzelt gelangen ihm Platzierungen unter den besten 20, so auch bei den Weltmeisterschaften 2005 in Bormio (Rang 19 Abfahrt, Rang 17 Kombination) und bei den Olympischen Winterspielen 2006 in Turin (Rang 13 Abfahrt, Rang 20 Super-G). Spitzenresultate blieben jedoch aus.
Das änderte sich zu Beginn der Saison 2006/07. Bei der ersten Weltcup-Abfahrt, die im kanadischen Lake Louise ausgetragen wurde, fuhr Osborne-Paradis überraschend auf den zweiten Platz und lag am Ende des Rennens nur fünf Hundertstelsekunden hinter dem Sieger Marco Büchel. Bei den Weltmeisterschaften 2007 in Åre wurde er Neunter in der Abfahrt, aber bei den Weltmeisterschaften 2009 in Val-d’Isère schied er sowohl in der Abfahrt als auch im Super-G aus. Am 6. März 2009 feierte Osborne-Paradis bei der Abfahrt in Kvitfjell seinen ersten Weltcupsieg. Zwei weitere Siege folgten im November und Dezember 2009. Bei den Olympischen Winterspielen 2010 in Vancouver erzielte er allerdings nur Platz 17 in der Abfahrt und kam im Super-G nicht ins Ziel.
Am 29. Januar 2011 stürzte Osborne-Paradis in der Abfahrt von Chamonix nach einem Fahrfehler. Er zog sich dabei einen Bruch des linken Schienbeinkopfes und mehrerer Rippen zu. Er musste im Rest des Winters pausieren und konnte auch in der Saison 2011/12 an keinen Rennen teilnehmen.
Am 8. Februar 2017, an seinem 33. Geburtstag, wurde er bei den Weltmeisterschaften 2017 in St. Moritz, überraschend Dritter. Seine Start-Nr. 26 beweist, dass er nur zur drittbesten Gruppe der Elite-Läufer zählte. Im November 2018 zog er sich beim Abfahrtstraining für sein Heimrennen in Lake Louise schwere Verletzungen zu, wodurch er die gesamte Saison 2018/19 pausieren musste. Am 14. Oktober 2020 und zahlreichen Operationen innerhalb der Rehabilitationsphase gab er letztlich seinen Rücktritt bekannt.

## Erfolge

### Olympische Spiele
- Turin 2006: 13. Abfahrt, 20. Super-G
- Vancouver 2010: 17. Abfahrt
- Sotschi 2014: 24. Super-G, 25. Abfahrt
- Pyeongchang 2018: 14. Abfahrt, 22. Super-G

### Weltmeisterschaften
- Bormio 2005: 17. Kombination, 19. Abfahrt
- Åre 2007: 9. Abfahrt
- Schladming 2013: 16. Super-G, 18. Abfahrt
- Vail/Beaver Creek 2015: DNF Super-G, 21. Abfahrt
- St. Moritz 2017: 3. Super-G, 31. Abfahrt

### Weltcupsiege
- 11 Podestplätze, davon 3 Siege:

| Datum             | Ort         | Land     | Disziplin |
| ----------------- | ----------- | -------- | --------- |
| 6. März 2009      | Kvitfjell   | Norwegen | Abfahrt   |
| 29. November 2009 | Lake Louise | Kanada   | Super-G   |
| 19. Dezember 2009 | Gröden      | Italien  | Abfahrt   |

### Weltcupwertungen
| Saison  | Gesamt | Gesamt | Abfahrt | Abfahrt | Super-G | Super-G | Kombination | Kombination |
| Saison  | Platz  | Punkte | Platz   | Punkte  | Platz   | Punkte  | Platz       | Punkte      |
| ------- | ------ | ------ | ------- | ------- | ------- | ------- | ----------- | ----------- |
| 2004/05 | 93.    | 40     | 37.     | 36      | 50.     | 4       | –           | –           |
| 2005/06 | 77.    | 61     | 29.     | 50      | 45.     | 1       | 10.         | 40          |
| 2006/07 | 38.    | 241    | 12.     | 241     | –       | –       | –           | –           |
| 2007/08 | 32.    | 297    | 6.      | 266     | 33.     | 31      | –           | –           |
| 2008/09 | 25.    | 347    | 5.      | 323     | 30.     | 24      | –           | –           |
| 2009/10 | 16.    | 453    | 4.      | 281     | 9.      | 172     | –           | –           |
| 2010/11 | 60.    | 126    | 28.     | 80      | 27.     | 46      | –           | –           |
| 2012/13 | 43.    | 165    | 13.     | 143     | 30.     | 22      | –           | –           |
| 2013/14 | 41.    | 208    | 18.     | 150     | 27.     | 58      | –           | –           |
| 2014/15 | 33.    | 246    | 14.     | 186     | 25.     | 60      | –           | –           |
| 2015/16 | 54.    | 191    | 21.     | 153     | 33.     | 38      | –           | –           |
| 2016/17 | 29.    | 290    | 11.     | 220     | 20.     | 70      | –           | –           |
| 2017/18 | 41.    | 147    | 17.     | 125     | 24.     | 52      | –           | –           |

### Juniorenweltmeisterschaften
- Tarvisio 2002: 38. Super-G, 42. Abfahrt
- Briançonnais 2003: 5. Abfahrt, 28. Super-G
- Maribor 2004: 2. Super-G, 26. Abfahrt, 35. Riesenslalom

### Weitere Erfolge
- 3 kanadische Meistertitel (Abfahrt 2010 und 2013, Super-G 2016)
- 3 Siege im Nor-Am Cup (2 × Abfahrt, 1 × Super-G)